# 王一德
王一德（1938年12月31日—），浙江杭州人，压力加工专家，中国工程院院士，曾任太原钢铁（集团）有限公司总工程师，现任太原钢铁（集团）有限公司董事会规划委员会副主任，山西省专家学者协会会长。

## 履历[1]
- 1968年，于北京钢铁学院研究生毕业。
- 2005年，当选中国工程院院士。